# Zhuang estándar
El zhuang estándar es la forma oficial y estandarizada de las lenguas zhuang, que son una rama de las lenguas tai septentrionales. Su pronunciación se basa en la del dialecto yongbei de la ciudad de Shuangqiao, en el distrito de Wuming,  (Guangxi), con cierta influencia de Fuliang, también en el distrito de Wuming, mientras que su vocabulario proviene de los dialectos zhuang septentrionales. El estándar oficial cubre el zhuang hablado y escrito. Es el estándar nacional de las lenguas zhuang, aunque en la provincia de Yunnan se utiliza más un estándar local.

## Fonología
La tabla a continuación muestra las características fonológicas de los dialectos Wuming y septentrionales:

### Consonantes
|             |             | Labial | Labial | Dental/ Alveolar | (Alveolo-) palatal | Velar | Velar | Velar | Glotal |
| simple      | pal.        | simple | pal.   | Dental/ Alveolar | (Alveolo-) palatal | lab.  |       |       | Glotal |
| ----------- | ----------- | ------ | ------ | ---------------- | ------------------ | ----- | ----- | ----- | ------ |
| Nasal       | Nasal       | m      | mʲ     | n                | ɲ                  | ŋ     |       | ŋʷ    |        |
| Oclusiv     | sorda       | p      | pʲ     | t                |                    | k     | kʲ    | kʷ    | ʔ      |
| Oclusiv     | implosivo   | ɓ      |        | ɗ                |                    |       |       |       |        |
| Fricativa   | Fricativa   | f      |        | θ                | ɕ                  | ɣ     |       |       | h      |
| Aproximante | simple      |        |        | l                | j                  |       |       | w     |        |
| Aproximante | glotalizada |        |        |                  | ˀj                 |       |       | ˀw    |        |

Entre otros dialectos del norte de Zhuang, /w/ suena como [β] o [v]. La consonante ausente produce /ʔ/.
Una característica inusual del zhuang es la falta del sonido /s/, que es sonido consonante fricativo muy común entre la mayoría de los idiomas que tienen fricativas (otra excepción notable son las lenguas australianas). El zhuang tiene cinco fricativas y ninguna /s/.

### Vocales
|         | Anterior | Central | Posterior | Posterior |
| ------- | -------- | ------- | --------- | --------- |
| Cerrada | i        |         | ɯ         | u         |
| Media   | e eː     | ( ə)    | o oː      | o oː      |
| Abierta |          | a aː    |           |           |

[ ə ] ocurre solo en diptongo o triptongo.
[ɤ] puede ocurrir en préstamos chinos recientes.
En otros dialectos septentrionales, /e, o/ tienen alófonos acortados de [ɛ, ɔ].

### Tonos
El zhuang estándar tiene seis tonos, reducidos a dos (numerados 3 y 6) en sílabas marcadas (acabadas en oclusiva, 入声) :
| Tono | Contorno | API       | Letras 1957 | Letras 1982 | Descripción      | Ejemplo | Trad.      |
| ---- | -------- | --------- | ----------- | ----------- | ---------------- | ------- | ---------- |
| 1    | 24       | /ǎ/ /˨˦ / | (ninguno)   | (ninguno)   | creciente        | son     | enseñar    |
| 2    | 31       | /a᷆/ /˧˩ / | Ƨ ƨ         | Z z         | bajo descendente | mwngz   | tú         |
| 3    | 55       | /a̋/ /˥ /  | З з         | jj          | alto plano       | hwnj    | subirse    |
| 3    | 55       | /a̋/ /˥ /  | -p/t/k      | -p/t/k      | alto marcado     | bak     | una boca   |
| 4    | 42       | /â/ /˦˨ / | Ч ч         | Xx          | descendente      | max     | un caballo |
| 5    | 35       | /a᷄/ /˧˥ / | Ƽ ƽ         | q q         | alto creciente   | gvaq    | cruzar     |
| 6    | 33       | /ā/ /˧ /  | Ƅ ƅ         | S.S         | medio plano      | dah     | un rio     |
| 6    | 33       | /ā/ /˧ /  | -b/g/d      | -b/g/d      | medio marcado    | bag     | hachazo    |

La frase Son mwngz hwnj max gvaq dah ( Son mɯŋƨ hɯnз maч gvaƽ daƅ) "Enséñate a subirte a un caballo para cruzar un río" se utiliza a menudo para ayudar a las personas a recordar los seis tonos.
Los tonos de las sílabas abiertas (que no terminan en consonante final) se escriben al final de las sílabas.
Las sílabas cerradas solo pueden tener dos tonos, alto y medio marcados, el alto se muestra cuando la consonante final se ensordece (p/t/k) y el medio cuando se sonora (b/d/g).

## Gramática

### Pronombres
| Persona | Significado | Plural                                       |
| ------- | ----------- | -------------------------------------------- |
| 1ª      | gou (𭆸)    | dou (杜) (exclusivo), raeuz (僂) (inclusivo) |
| 2ª      | mwngz (佲)  | sou (𠈅)                                     |
| 3ª      | de (𬿇)     | gyoengqde (𬾀𬿇)                             |

### Sintaxis
El zhuang usa un orden de palabras SVO.

### Palabras
Las palabras zhuang pueden estar compuestas de una, dos o tres sílabas: las palabras de una y dos sílabas (p. ej., dahraix) no se pueden dividir en morfemas, pero las palabras trisilábicas sí. También existen palabras compuestas; por ejemplo, mingzcoh "nombre". También se utilizan con frecuencia prefijos y sufijos, como "daih" (tomado del chino di). También se utiliza la reduplicación.

## Escritura y ortografía
En 1957, la República Popular China introdujo una escritura alfabética para el recientemente estandarizado zhuang. Este alfabeto estaba basado en la escritura latina ampliada con letras cirílicas y AFI modificadas.
El alfabeto actual se usa desde la reforma de 1982 que sustituyó todas las letras cirílicas y símbolos AFI por letras latinas para facilitar la impresión y el uso de la computadora.
| Actual | A  | Ae | B | By | C | D | E | F | G | Gv | Gy | H | H | I | J | K  | L | M | Mb | My | N | Nd | Ng | Ngv | Ny | O  | OE | P  | Q  | R | S | T  | U | V | W | X  | Y | Z  |
| 1957   | A  | Ə  | B | By | C | D | E | F | G | Gv | Gy | H | Ƅ | I | З | K  | L | M | Ƃ  | My | N | Ƌ  | Ŋ  | Ŋv  | Ny | O  | Ɵ  | P  | Ƽ  | R | S | T  | U | V | Ɯ | Ч  | Y | Ƨ  |
| AFI    | aː | a  | p | pʲ | ɕ | t | e | f | k | kʷ | kʲ | h | ˧ | i | ˥ | ‑k | l | m | ɓ  | mʲ | n | ɗ  | ŋ  | ŋʷ  | ɲ  | oː | o  | ‑p | ˧˥ | ɣ | θ | ‑t | u | w | ɯ | ˦˨ | j | ˧˩ |

Las letras en cursiva solo representan tonos. Las letras en negrita sólo se encuentran en codas silábicas.

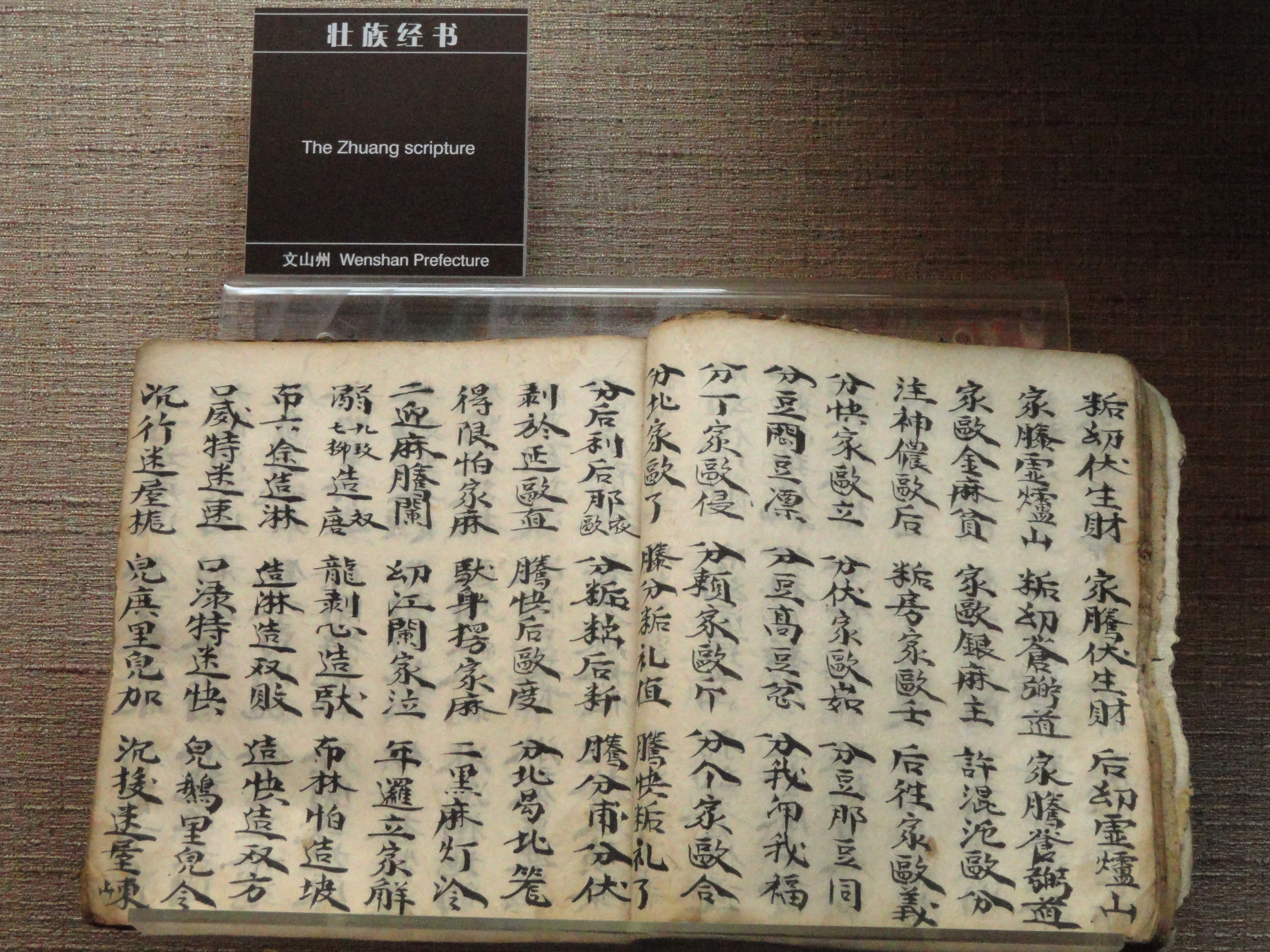
Manuscrito zhuang en sawndip

La escritura antigua Zhuang, el sawndip, es un sistema de escritura basado en caracteres chinos, similar al chữ nôm vietnamita. Algunos logogramas del sawndip se tomaron prestados directamente del chino, mientras que otros se crearon a partir de componentes de caracteres chinos. El sawndip se ha utilizado durante más de mil años para varios dialectos zhuang. A diferencia del chino, el sawndip nunca ha sido estandarizado y los autores a menudo usan diferentes caracteres u ortografía para expresar lo mismo.

## Clasificación
El zhuang estándar es una mezcla artificial de varias lenguas zhuang. El léxico se basa casi en su totalidad en varios dialectos zhuang septentrional. La fonología es esencialmente la de Shuangqiao, con la adición del ny, ei, ou de Fuliang, ambos ubicados en el condado de Wuming. Zhang (1999), junto con otros eruditos chinos, clasifica el dialecto Shuangqiao como tai septentrional. Shuangqiao fue elegido para la pronunciación estándar en la década de 1950 porque se consideraba zhuang septentrional pero con características del zhuang meridional.

## Ámbitos de uso
El zhuang estándar se utiliza con mayor frecuencia en ámbitos donde antes el zhuang escrito rara vez se utilizaba, como en periódicos, traducciones de literatura comunista y prosa. Es uno de los idiomas oficiales de China que aparece en los billetes de banco; todas las leyes chinas deben publicarse en él y se utiliza también para carteles bilingües. Aunque se utiliza para programas de alfabetización de adultos, actualmente sólo se enseña en un porcentaje muy pequeño de las escuelas primarias y secundarias de las zonas de habla zhuang. En ámbitos menos formales, el sistema de escritura tradicional sawndip se utiliza con mayor frecuencia y para las canciones populares sawndip sigue siendo el género predominante y la mayoría de las versiones estándar de zhuang se basan en versiones en sawndip.

## Examen oficial
En 2012, se realizó la primera prueba de competencia de zhuang ( Vahcuengh Sawcuengh Suijbingz Gaujsi, abreviado VSSG), en el que se presentaron 328 personas y aprobó el 58%. Fue promovido como la primera prueba estandarizada de lenguas minoritarias en China continental, con el objetivo de apoyar la educación bilingüe zhuang-chino. De 2012 a 2020, el número promedio de examinados registrados para el VSSG fue de 376 por año, y candidatos de fuera de Guangxi fueron aceptados a partir de 2019. Actualmente dispone de tres niveles, básico, intermedio y avanzado, y el examen evalúa tres habilidades escritas, la comprensión lectora, la traducción al hacia y desde el chino estándar y la escritura.

## Diferencias con el zhuang de Wuming
Si bien el zhuang estándar se pronuncia en gran medida como el dialecto Shuangqiao de Wuming, existe un grado de mezcla de dialectos intencionada en el vocabulario:
| Estándar | IFA   | Wuming | AFI  | Significado |
| -------- | ----- | ------ | ---- | ----------- |
| gyaeuj   | kʲau˥ | raeuj  | ɣau˥ | cabeza      |
| da       | ta˨˦  | ra     | ɣa˨˦ | ojo         |
| ga       | ka˨˦  | ha     | ha˨˦ | pierna      |

## Vocabulario

### Números
| N.º | Zhuang | AFI  | Bouyei | Chino medio | Proto-tai | Saek | Ahom      | Tai nüa     | Tai lü       | Tai dam | Shan       | Lanna |
| --- | ------ | ---- | ------ | ----------- | --------- | ---- | --------- | ----------- | ------------ | ------- | ---------- | ----- |
| 0   | lingz  | li᷆ŋ  | lingz  | leŋ         |           |      |           |             | ᦟᦲᧃᧉ (liin2) |         |            |       |
| 1   | it     | ʔi̋t  | idt    | ʔiɪt̚        |           |      | 𑜒𑜢𑜄𑜫 (ʼit)  |             |              |         | ဢဵတ်း (ʼáet)  |       |
| 2   | ngeih  | ŋēi  | ngih   | ȵiɪH        |           |      |           |             |              |         |            | ᨿᩦ᩵     |
| 3   | sam    | θǎːm | saaml  | sɑm         | *saːm     |      | 𑜏𑜪 (saṃ)   | ᥔᥣᥛᥴ (sáam) | ᦉᦱᧄ (ṡaam)   | ꪎꪱꪣ     | သၢမ် (sǎam)  | ᩈᩣ᩠ᨾ    |
| 4   | seiq   | θe᷄i  | sis    | siɪH        | *siːᴮ     |      | 𑜏𑜣 (sī)    | ᥔᥤᥱ (sǐ)    | ᦉᦲᧈ (ṡii1)   | ꪎꪲ꪿       | သီႇ (sìi)    | ᩈᩦ᩵     |
| 5   | haj    | ha̋ː  | hac    | ŋaːʔ        | *haːꟲ     |      | 𑜑𑜡 (hā)    | ᥞᥣᥲ (hàa)   | ᦠᦱᧉ (ḣaa2)   | ꪬ꫁ꪱ      | ႁႃႈ (hāa)    | ᩉ᩶ᩣ     |
| 6   | roek   | ɣők  | rogt   | *ruɡ        | *krokᴰ    |      | 𑜍𑜤𑜀𑜫 (ruk)  | ᥞᥨᥐᥱ (hǒk)  | ᦷᦠᧅ (ḣok)    | ꪶꪬꪀ     | ႁူၵ်း (húuk)  | ᩉᩫ᩠ᨠ    |
| 7   | caet   | ɕa̋t  | xadt   | t͡sʰiɪt̚      | *cetᴰ     |      | 𑜋𑜢𑜄𑜫 (chit) | ᥓᥥᥖᥱ (tsět) | ᦵᦈᧆ (ṫsed)   | ꪹꪊꪸꪒ     | ၸဵတ်း (tsáet) |       |
| 8   | bet    | pe̋t  | beedt  | pˠɛt̚        | *peːtᴰ    |      | 𑜆𑜢𑜄𑜫 (pit)  | ᥙᥦᥖᥱ (pǎet) | ᦶᦔᧆᧈ (ṗaed1) | ꪵꪜꪒ     | ပႅတ်ႇ (pèt)   | ᨸᩯ᩠ᨯ    |
| 9   | gouj   | kőːu | guz    | kɨuX        | *kɤwꟲ     | กู̂.   | 𑜀𑜧 (kaw)   | ᥐᥝᥲ (kàw)   | ᦂᧁᧉ (k̇aw2)   | ꪹꪀ꫁ꪱ     | ၵဝ်ႈ (kāo)   | ᨠᩮᩢ᩶ᩣ     |
| 10  | cib    | ɕīp  | xib    | d͡ʑiɪp̚       |           | ซิ̄บ   | 𑜏𑜢𑜆𑜫 (sip)  | ᥔᥤᥙᥴ (síp)  | ᦉᦲᧇ (ṡiib)   | ꪎꪲꪚ      | သိပ်း (síp)   | ᩈᩥ᩠ᨷ    |

### Préstamos
Una cantidad significativa de palabras zhuang provienen del chino: entre el 30 y el 40 por ciento en una conversación normal y casi todas las palabras relacionadas con materias como la ciencia, política o tecnología. Los préstamos provienen casi siempre del cantonés y de otras variedades chinas. Comparárese el cantonés faai3 (快) «rápido» al zhuang vaiq con el mismo significado. Gran parte de las palabras básicas del zhuang estándar provienen de préstamos. Sin embargo, es difícil determinar si un préstamo específico proviene del chino medio o de variedades chinas más recientes.

## Ejemplo
Artículo primero de la Declaración Universal de los Derechos Humanos de las Naciones Unidas de 1948:
| 1957 | 1982 | Traducción |
| --- | --- | --- |
| Bouч bouч ma dəŋƨ laзƃɯn couƅ miƨ cɯyouƨ, cinƅyenƨ cəuƽ genƨli bouчbouч biŋƨdəŋз. Gyɵŋƽ vunƨ miƨ liзsiŋ cəuƽ lieŋƨsim, ɯŋdaŋ daiƅ gyɵŋƽ de lumз beiчnueŋч ityieŋƅ. | Boux boux ma daengz lajmbwn couh miz cwyouz, cinhyenz caeuq genzli bouxboux bingzdaengj. Gyoengq vunz miz lijsing caeuq liengzsim, wngdang daih gyoengq de lumj beixnuengx ityiengh. | Todos los seres humanos nacen libres e iguales en dignidad y derechos. Están dotados de razón y conciencia y deben comportarse unos con otros con espíritu de hermandad. |
| Alfabeto Fonético Internacional | | |
| pôːu pôːu mǎː ta᷆ŋ la̋ːɓɯ̌n ɕōːu mi᷆ ɕɯ̌jo᷆ːu \| ɕīnje᷆n ɕa᷄u ke᷆nlǐ pôːupôːu pi᷆ŋta̋ŋ \| kʲo᷄ŋ wu᷆n mi᷆ li̋θǐŋ ɕa᷄u lie᷆ŋθǐm \| ʔɯ̌ŋtǎːŋ tāi kʲo᷄ŋ tě lűm pêinûeŋ ʔi̋tjiēŋ            | | |
| Sawndip | | |
| | | |